# Temelucha tibialis
Temelucha tibialis är en stekelart som beskrevs av Kolarov 1995. Temelucha tibialis ingår i släktet Temelucha och familjen brokparasitsteklar. Inga underarter finns listade i Catalogue of Life.